# Вогелварде
Вогелварде (нід. Vogelwaarde) — село в нідерландській провінції Зеландія. Входить до муніципалітету Гюлст.
Його площа становить 14,34 км², а населення станом на 2021 рік складало 1 865 осіб.
Протягом 1936—1970 років мало статус окремого муніципалітету.